# D-LIVE (テレビ番組)
『D-LIVE』（ドライブ）は、1997年10月から1998年3月までテレビ東京で火曜深夜（正確には水曜）に放送されていた深夜番組である。車載カメラで収録したドライブの走行シーンをクラブミュージックに乗せてそのまま放送するという深夜放送ならではの企画番組であった。

## 概要
都内各所からある目的地までのドライブを車載カメラで収録し、到着にいたるまでのいわば「バーチャルドライブ」を放送。ミュージシャン（主にクラブミュージック方面であるが）をフィーチャーし（各回一名）、そのミュージシャンの手がけた音楽に乗せてドライブの模様が流される。

### 音楽
本編開始前にフィーチャーするミュージシャンのプロフィール・ライブ情報が紹介される。各回1名であるが、同じミュージシャンが別の回でもう一度取り上げられることもあった。

### ルート
本編開始前にその回のルートが紹介される。ドライブの経路は毎回設定されているものの、厳密な目的地が定められていない回もあった。たとえば、単に「首都高環状線1周」や「都内クラブ巡り」というような回も存在している。

### 本編
このあと1分間のCMが入り、本編開始となる。このとき画面中央に「ORIGINAL MIXED BY ○○（○○の部分にはアーティストの名前が入る）」と表示され、ドライブの模様が放送される。車載カメラの映像は画面いっぱいに放送されず、映画のように上下に黒い帯が入る。目的地に到着するとその目的地の風景が映って終了。また、目的地の設定がない場合は走行画面のまま画面がフェイドアウトし終了、そのままCMに入る。
なお、本編途中にCMは入らない。これは画面を見ながらドライブの雰囲気を味わっている視聴者の雰囲気を壊さないようにとの配慮であろう。
ディレクターは藤木ケンタ、小沢幸司。構成は石井庸三。

### 番組テーマ曲
番組テーマ曲の作曲・プロデュースは高谷秀司。本人のミックスした音楽も番組本編で使用されたことがある。
毎回、カーナビの視聴者プレゼントが行われていた。
首都高をドライブする回も多く、番組総集編では「首都高速特集」と題して、視聴者からのリクエストが多かった回の首都高ドライブが放送された。